# Contrisa
Contrisa anche conosciuto come Contrisi è una Contrada facente parte della frazione Sciglio di Roccalumera, comune italiano della città metropolitana di Messina in Sicilia, con il borgo di Galluffi e San Vito e le località montane di Mitto, Bucolia, Spiria, Turco, Sambrasi, Salici e Arianedda un tempo costituiva un vero e proprio centro abitato.
Fino agli anni '60 abitato da 51 persone, si è via via spopolato nei decenni successivi per le migrazioni verso i centri costieri e verso le regioni del Nord Italia, per poi registrare, nei primi anni duemila, un rientro di alcuni emigrati, i quali hanno stabilito nuovamente qui la residenza.

## Storia
Presente fin dal XVII secolo nei documenti storici, viene denominata indifferentemente anche come: Arcontisi, Arcontichi, Arcontrisa, Alcontes, Alcontres. 
In un rivelo del 1623 redatto da Don Ludovico Spadafora, capitano d’arme, si apprende che: 
Il 20 marzo 1642 il re di Sicilia, Filippo IV, elevava la contrada di Contrisa alla dignità di Principato, pertanto da allora Pietro La Rocca, erede di Giovanni fondatore della Terra di Roccalumera, si poté vantare del titolo di Principe d'Alcontres.
Lo studioso e professore Angelo Cascio, inoltre fornisce una indicazione dei confini del principato, che venivano così riportati:
Durante la seconda metà del XX secolo, complici i flussi migratori verso le aree costiere prima e verso le città del Nord Italia dopo, hanno via via spopolato l'abitato lasciando solamente i ruderi delle vecchie abitazioni oramai abbandonate.
Nei primi anni duemila tuttavia si è vista una lieve inversione di tendenza con il ripopolamento, in alcuni casi stagionale, che ha visto la ristrutturazione dei caseggiati e la presenza stabile di alcuni abitanti.

## Geografia
Situato su una piana all'estremità di un rilievo collinare che divide le frazioni di Sciglio nel comune di Roccalumera e Rocchenere nel comune di Pagliara, degrada bruscamente sul mare passando da quota 400 metri fino al livello del mare nello spazio di 2 km.
Nella valle a Nord-Est del borgo, scorre il Torrente Sciglio che nasce nella località Bucolia a monte del nucleo abitativo di Contrisa.
Ricco di sorgenti d'acqua, disponeva di una sorgiva potabile in località "all'acqua" adiacente l'abitato ed ora prosciugata, mentre in località Mitto vi è tutt'ora una fonte potabile liberamente fruibile con annessa area attrezzata e forno a legna.

## Economia
Nel passato la sua economia si basava principalmente sulla pastorizia e sull'agricoltura nonché sulla coltivazione dell'ulivo, del gelso, dei canneti, degli ortaggi e delle vigne.
All'inizio del XXI secolo, non vi sono attività produttive ma solamente coltivazioni di ortaggi ad uso domestico.

## Luoghi d'interesse
Nel borgo di San Vito sorge una chiesetta seicentesca intitolata all'omonimo Santo.

## Festività
- 15 giugno, in concomitanza con i festeggiamenti per San vito Martire, in una piana a valle del centro abitato si tengono delle serate gastronomiche e musicali che vedono partecipare all'organizzazione tutti i residenti della frazione.
- settimana di Ferragosto, per le vie del borgo storico, viene organizzata una serata gastronomica con tappe nei principali caseggiati che propongono ognuno specialità culinarie diverse.

## Galleria d'immagini

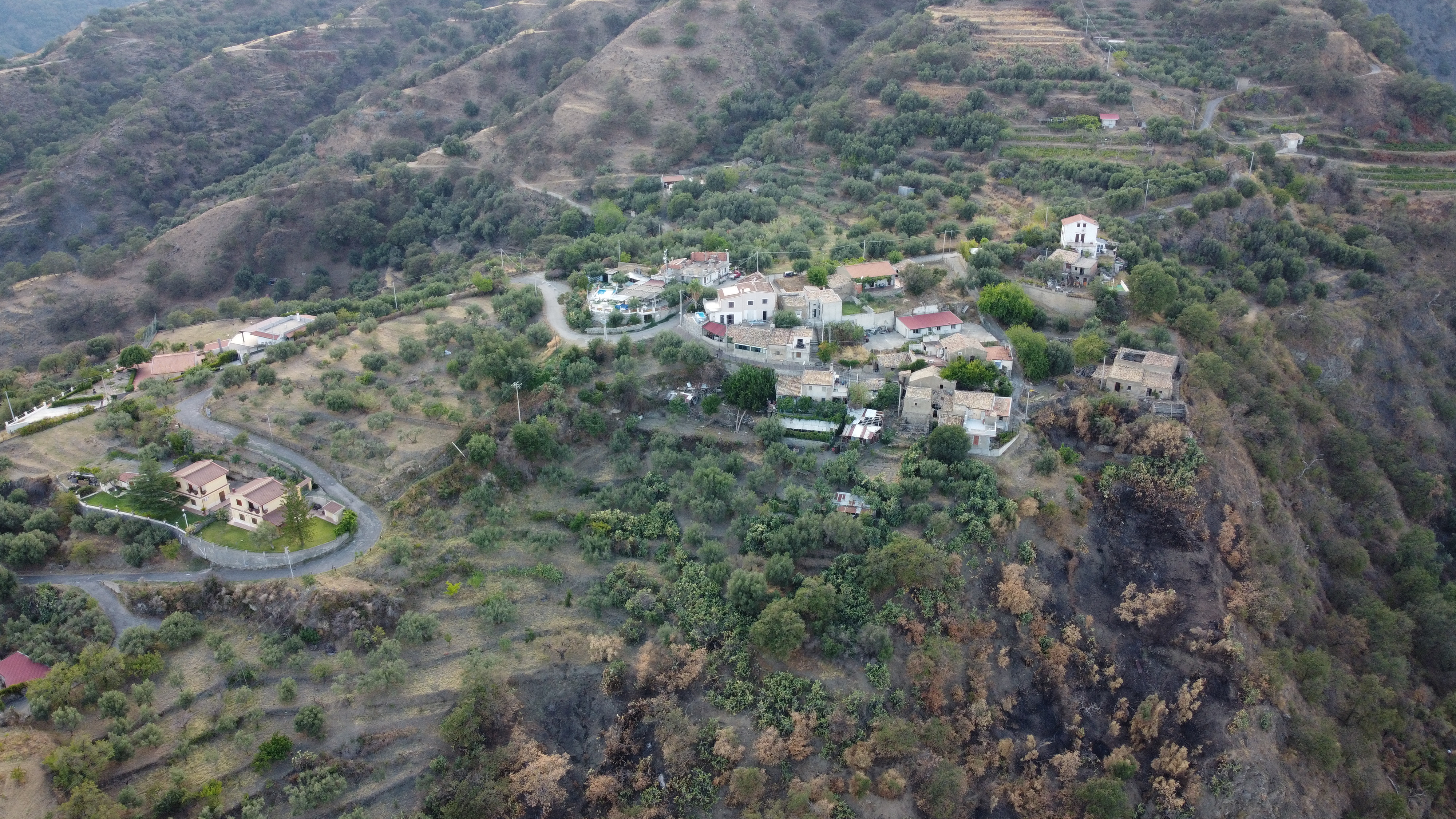
Veduta lato mare del borgo di Contrisa
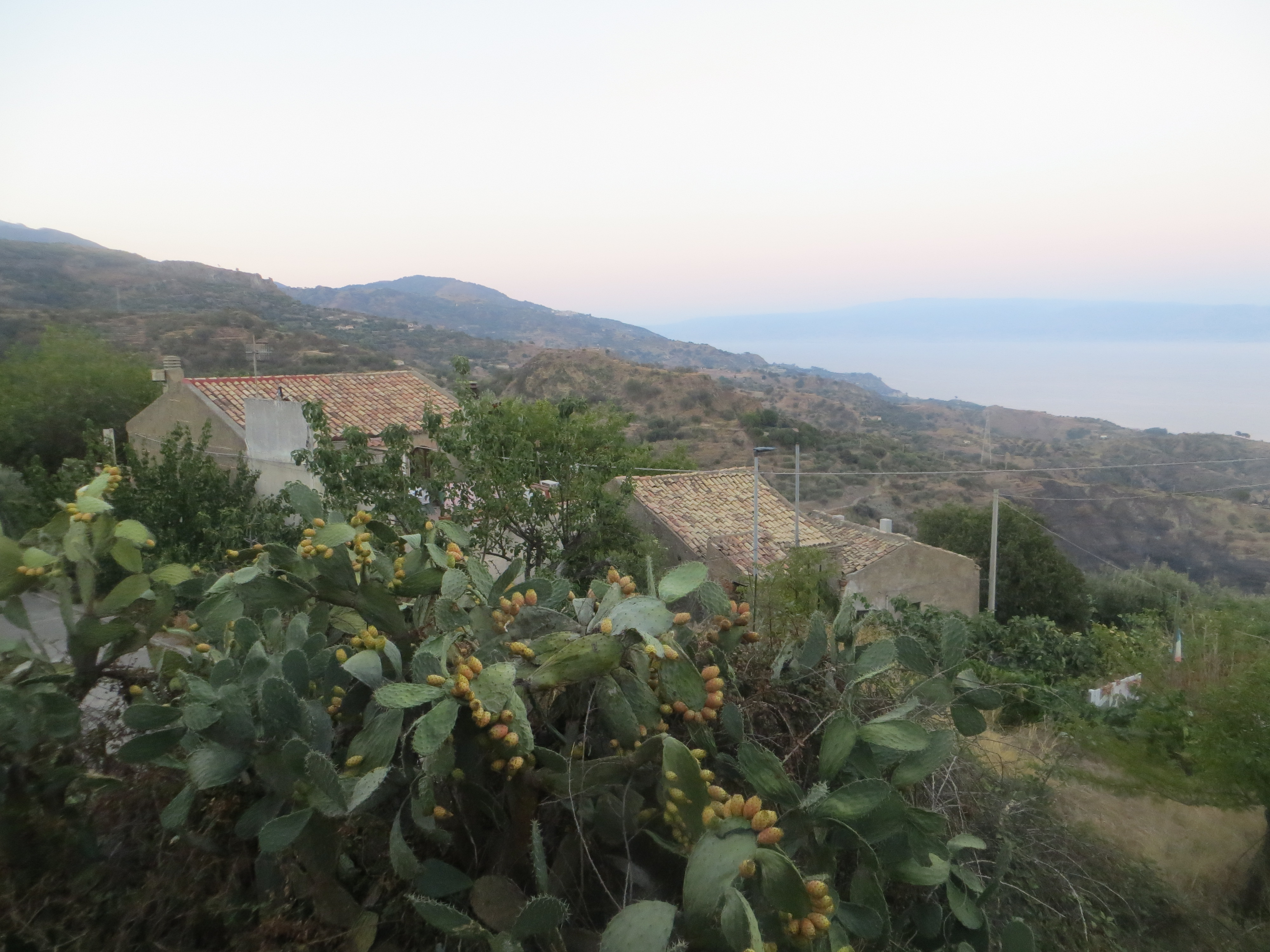
Scorcio abitazioni
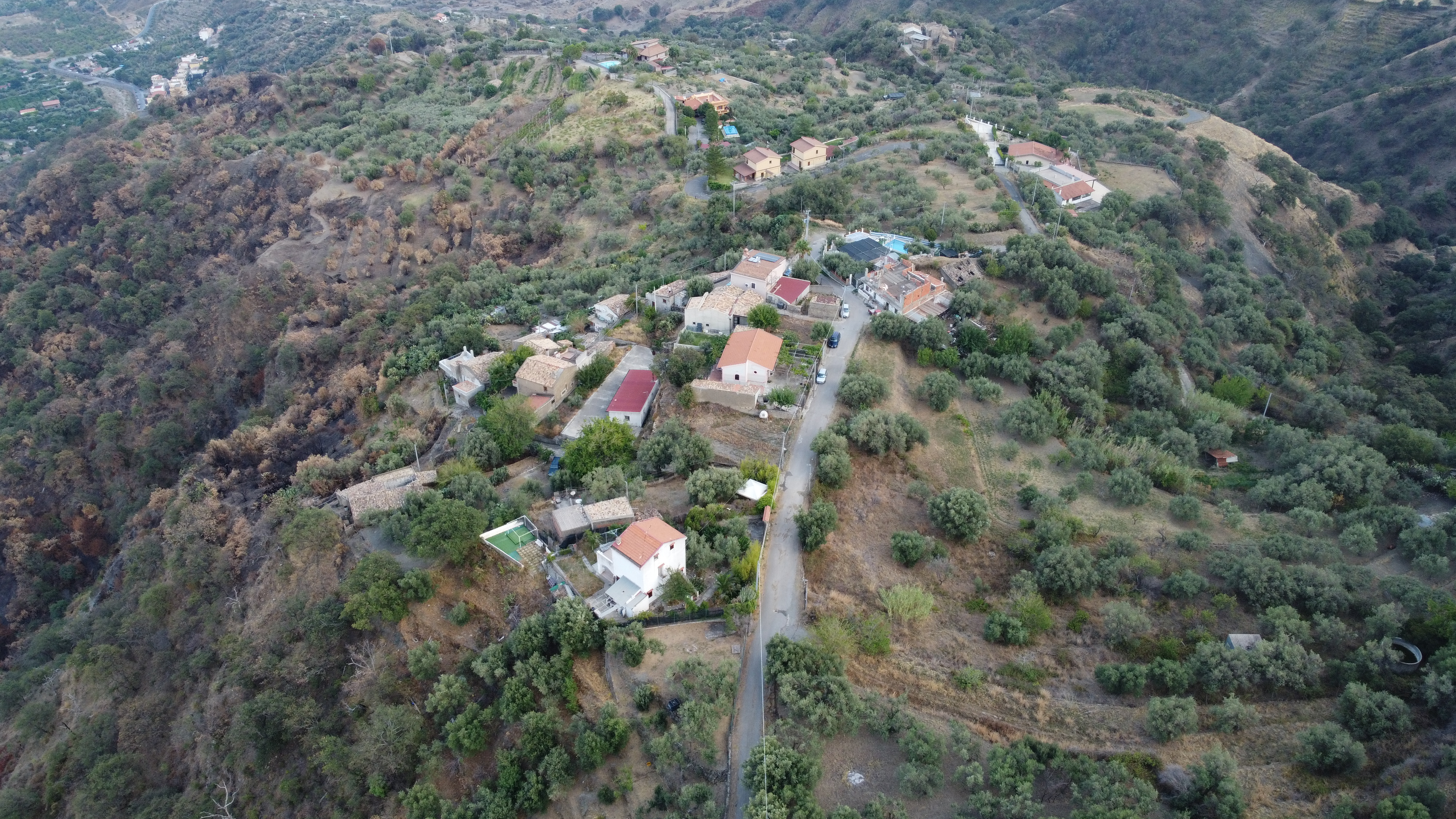
Veduta aerea dai monti
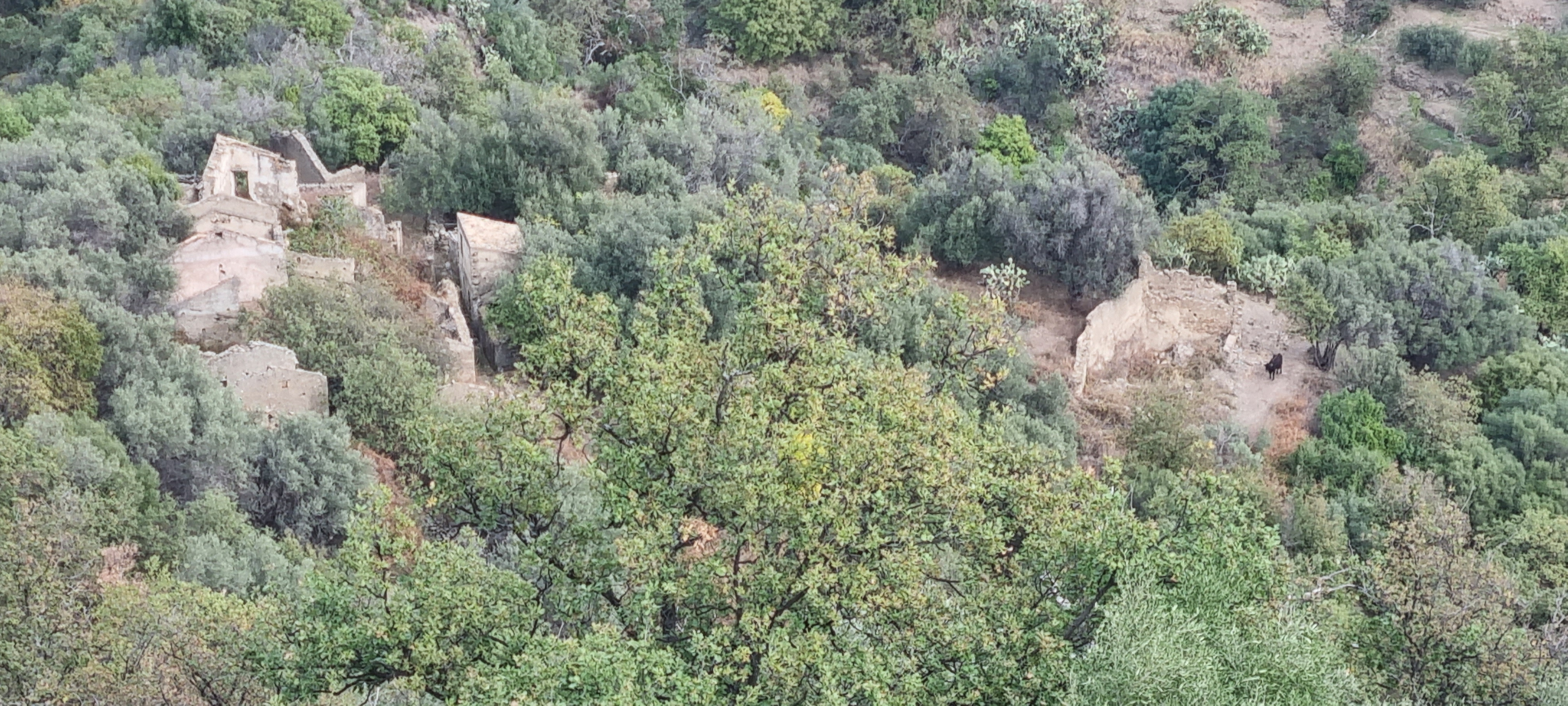
Ex abitato di Galluffi
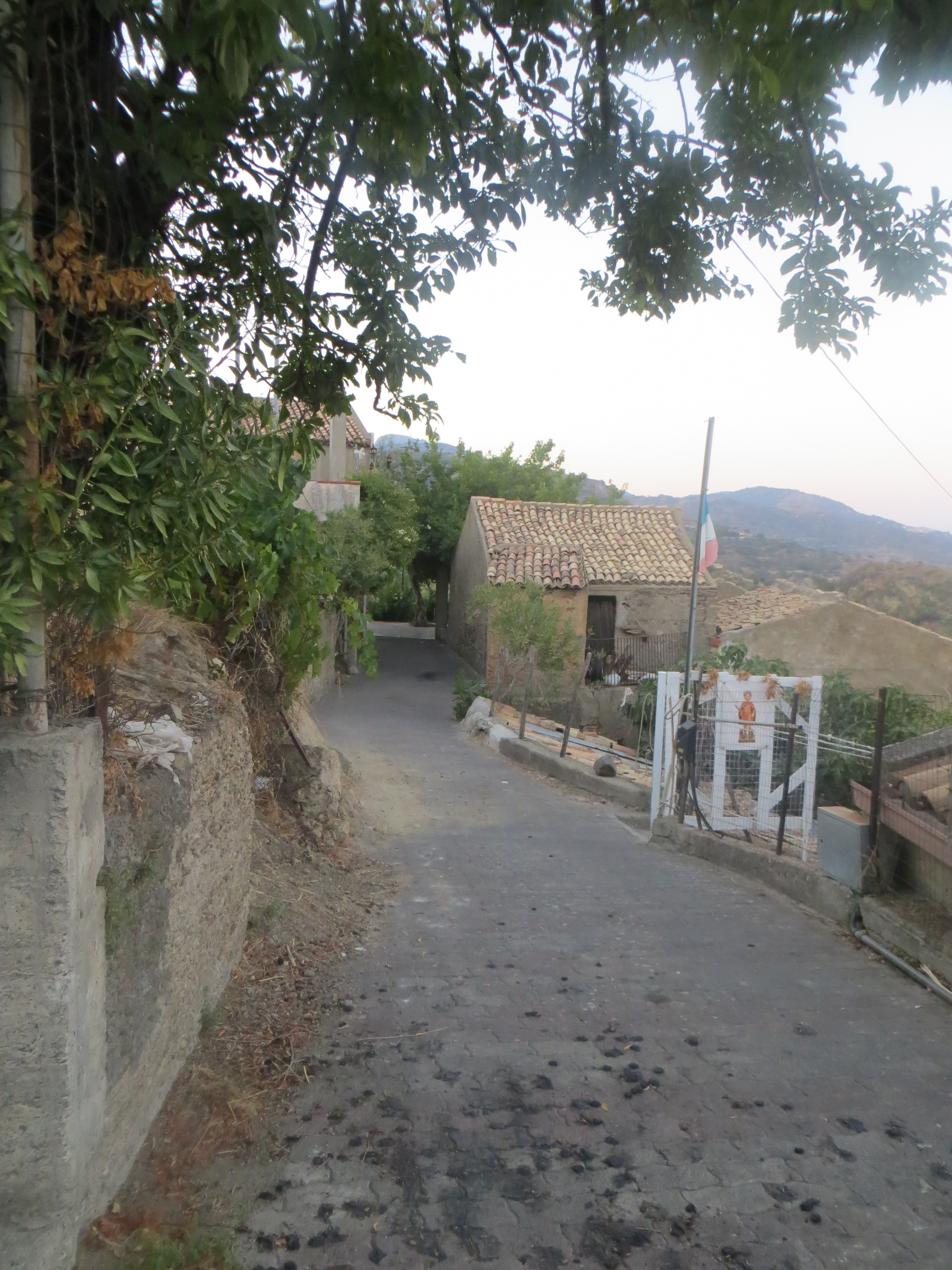
Strada comunale di Contrisa
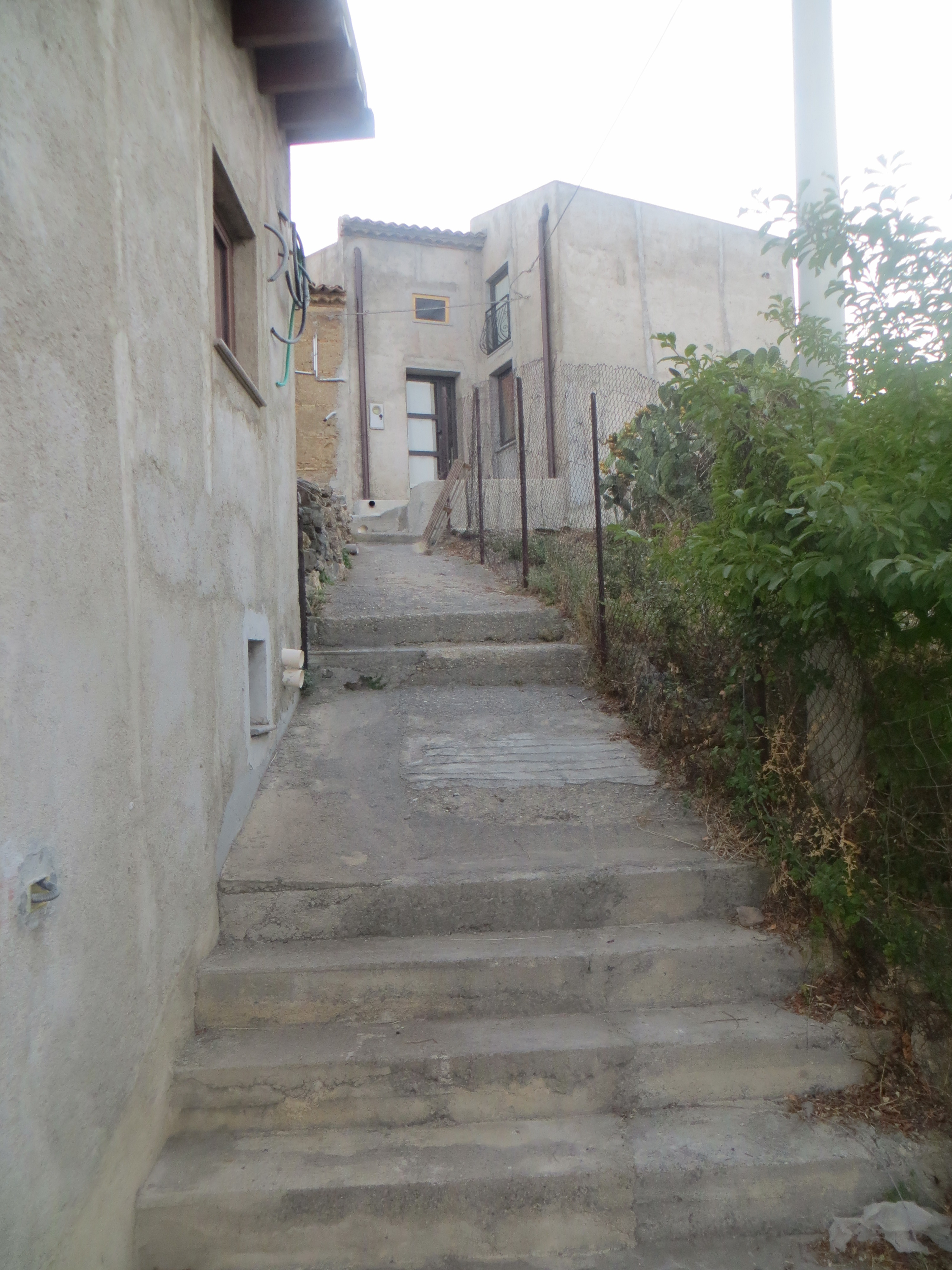
Strada comunale che attraversa l'abitato
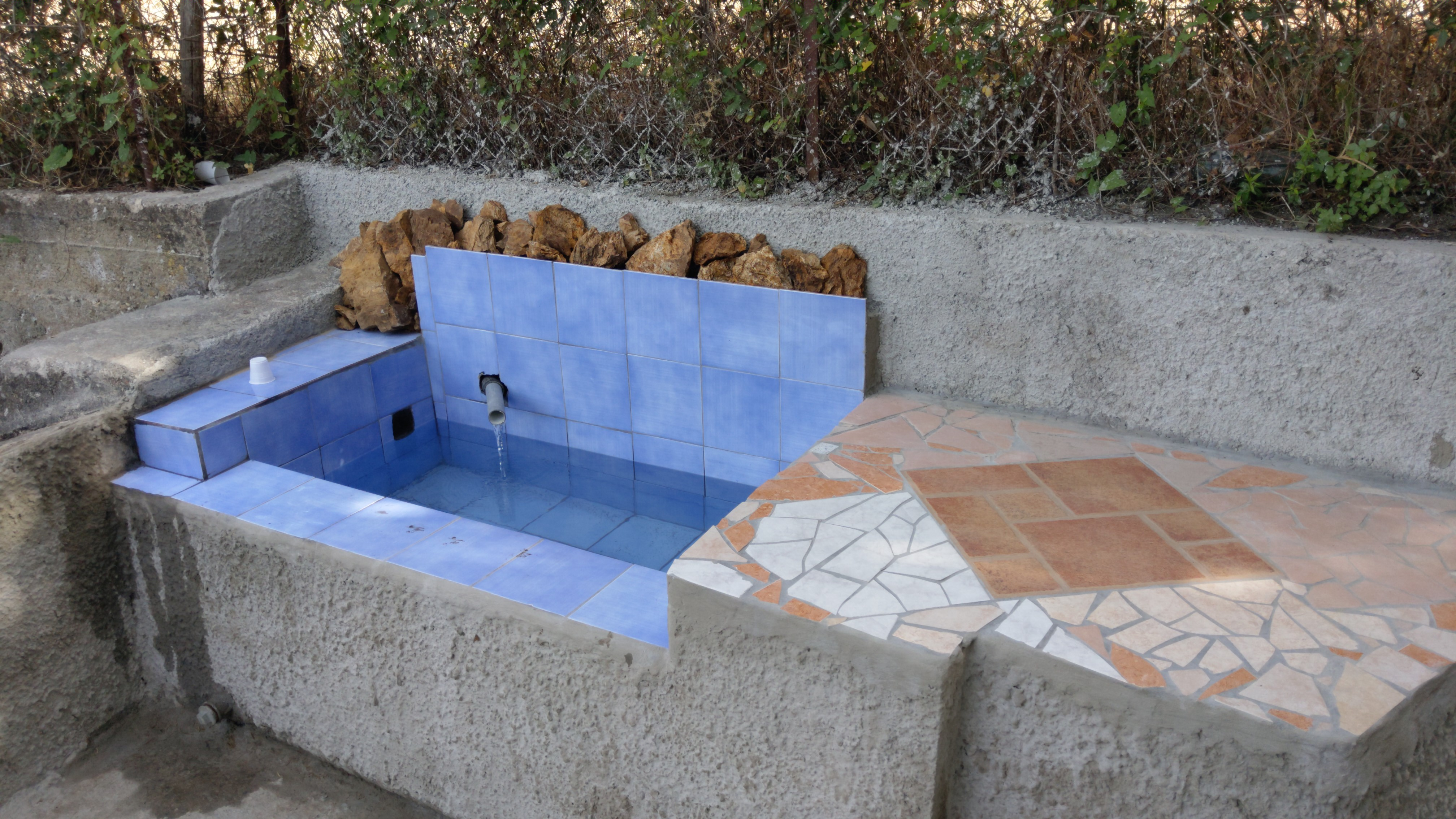
Fonte sorgiva "all'Acqua"
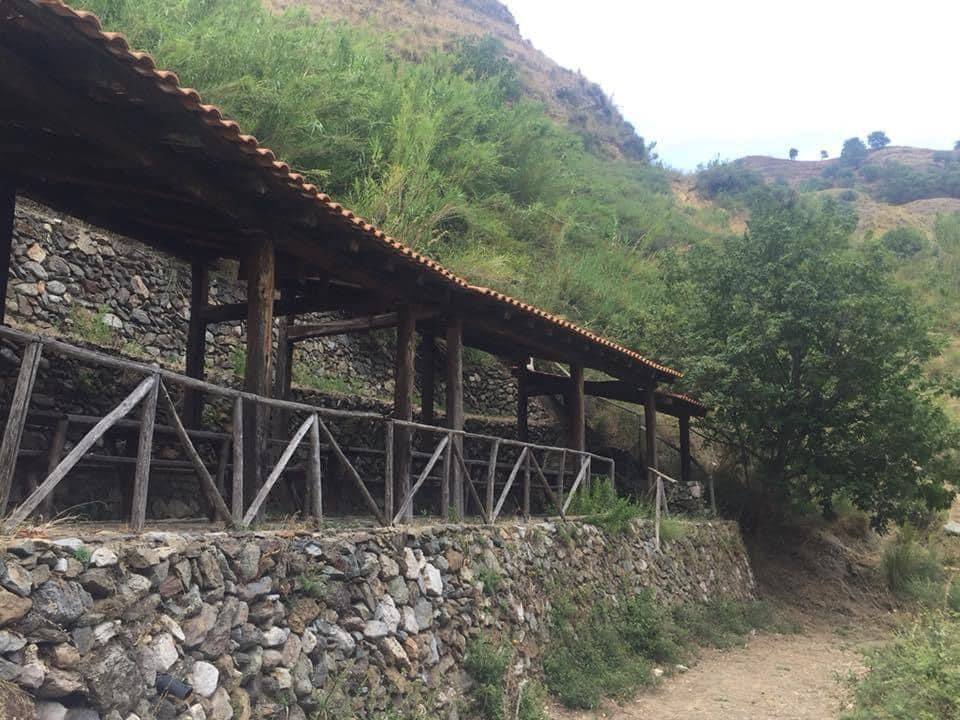
Area attrezzata località Mitto